# Saint-Herblon
Pour les articles ayant des titres homophones, voir Saint-Erblon (Ille-et-Vilaine) et Saint-Erblon (Mayenne).
Saint-Herblon est une ancienne commune de l'Ouest de la France, située dans le département de la Loire-Atlantique, en région Pays de la Loire. Elle est devenue le 1er janvier 2016 une commune déléguée de la commune nouvelle de Vair-sur-Loire.

## Géographie
Situation

Situation de la commune de Saint-Herblon dans le département de la Loire-Atlantique.

Saint-Herblon est située à 45 km environ à l'est de Nantes et 9 km au nord-est d’Ancenis.
Avant la création de la commune nouvelle de Vair-sur-Loire dont elle constitue la partie nord, ses communes limitrophes étaient Ancenis au sud et à l'ouest, La Roche-Blanche au nord, La Rouxière au nord-est, Varades à l'est, Anetz au sud. Le territoire de la commune atteint le cours de la Loire au sud-ouest, mais n'est pas limitrophe de Liré en Maine-et-Loire, le chenal de navigation étant inclus dans le territoire d'Ancenis.
Selon le classement établi par l'Insee en 1999, Saint-Herblon est une commune rurale monopolarisée qui fait partie de l'aire urbaine d'Ancenis et de l'espace urbain de Nantes-Saint-Nazaire (cf. Liste des communes de la Loire-Atlantique).

## Toponymie
Le nom de la localité est attesté sous la forme Sanctus Hermelandus de Roseria en 1287.
Le nom de la commune semble être une variante du nom « Saint-Herblain » faisant référence à Hermeland d'Indre, devenu saint patron de plusieurs paroisses des diocèses de Nantes et de Rennes.
Durant la Révolution, la commune portait le nom de Bellevue.
Saint-Erbllon en gallo. La forme gallèse actuelle proposée par l'Institut du gallo est Saint-Erbelon.
La forme bretonne actuelle proposée par l'Office public de la langue bretonne est Sant-Ervlon-ar-Roz.

## Histoire
Plusieurs mégalithes encore visibles (menhir de Juigné, menhir du Bernardeau, pierres de la Cour de l'Île, Bornes Blanches, menhirs du Jarrier, Pierre à l'Ane) ou disparus (menhirs de la Disetterie) attestent d'une occupation humaine sur le territoire de la commune dès le Néolithique.
Plus tard, la présence romaine est attestée par des constructions situées près de la Greslerie, au nord-ouest du bourg. 
Les fondations de l’église paroissiale Saint-Hermeland remontent au VIe siècle, ce qui indiquerait que Saint-Herblon serait l’une des plus anciennes paroisses rurales qui furent fondées lorsque le christianisme, jusque-là cantonné dans les cités, se répandit dans les campagnes.

La charte de 1182 mentionne parmi les possessions de l'Ordre du Temple Eleemosina de Anchenes (A. de Barthélemy et Geslin de Bourgogne, op. cit., VI, 139) qui, contrairement à ce qu'elle indiquait, ne se trouvait pas à Ancenis même, mais sur la commune de Saint-Herblon, à 5 kilomètres au nord-nord-est du bourg, où l’on peut voir les restes de la commanderie de la Templerie de la Grée, transformée il y a un siècle en ferme. À un demi-kilomètre de là, au milieu du marais du même nom s’élevait la chapelle Saint-Georges, édifiée par ces mêmes templiers. Il n’en reste plus que des ruines.
Cette templerie de la Grée (appelée plus souvent « Templerie de Grée ») semble avoir des rapports d'origine avec la seigneurie de Grée, à moins que les seigneurs aient profité de la disparition de l'ordre en 1312 pour accaparer une partie de leurs biens avec les hospitaliers. En tout cas, cette seigneurie ne paraît pas remonter au-delà du XIVe siècle et les noms des seigneurs ne sont connus qu'à partir de 1420 (Cornulier, « Dictionnaire des terres du comté nantais », 145).
C’est à l’extrémité est du marais de Grée que se trouve l’une des deux mottes féodales de la commune, le château Fromont (ou Chateaufromont), fondé au IXe – Xe siècle, dont la châtellenie vit se succéder plusieurs propriétaires dont, en 1431, François, fils aîné du duc Jean V de Bretagne. Le fief passa à Pierre de Cornulier vers 1632, par alliance, érigé en marquisat en faveur de Claude, il resta près de deux siècles dans cette famille,.
La Roche-Blanche dépendant jusqu'ici de Saint-Herblon est érigée en commune indépendante par arrêté préfectoral du 5 août 1950.
Le 6 octobre 2015, après plusieurs mois de négociations, les communes de Saint-Herblon et d'Anetz conviennent de reconstituer une entité unique au sein d'une commune nouvelle baptisée Vair-sur-Loire afin de pallier la baisse programmée des dotations globales de fonctionnement versée par l'État durant les prochaines années. La création de la nouvelle commune doit être effective le 1er janvier 2016, entraînant la transformation des deux anciennes communes en « communes déléguées », décision entérinée par l'arrêté préfectoral du 29 octobre 2015.

### Héraldique
| Blason | Blasonnement : D'hermine à la fasce échiquetée d'argent et de gueules de deux tires. Commentaires : Sceau de la Cour de Justice du Château Fromont (1481) dont la fasce est chargée de l'échiqueté de la Seigneurie de Vair. L'hermine évoque le blasonnement d'hermine plain de la Bretagne, rappelant l'appartenance passée de la ville au duché de Bretagne. Blason conçu par M. X. de Boisrouvray (délibération municipale du 8 juin 1979), enregistré le 30 octobre 1980. |

## Politique et administration

### Liste des maires

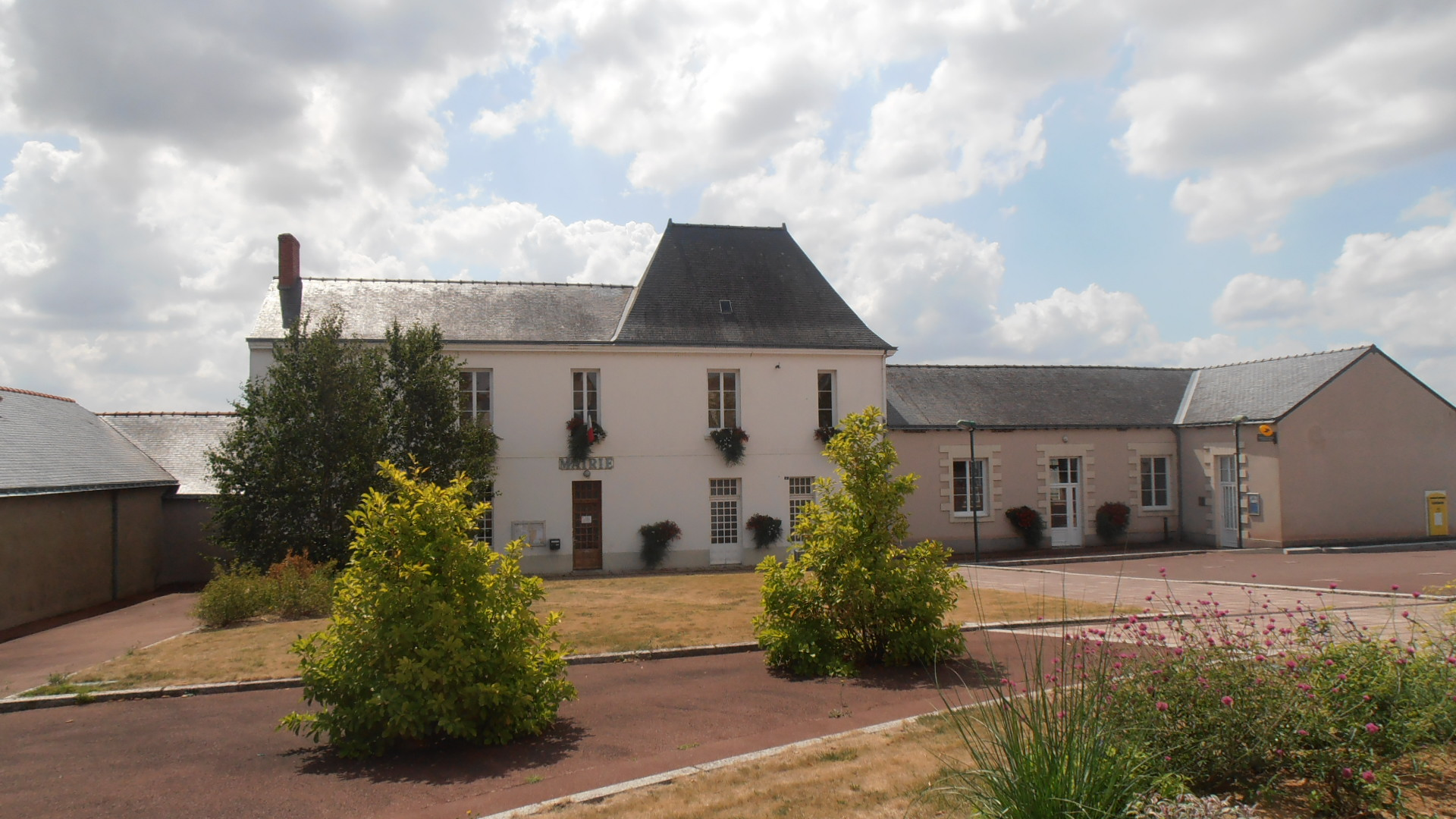
La mairie

| Période                                  | Période              | Identité                    | Étiquette | Qualité                                                                                     |
| ---------------------------------------- | -------------------- | --------------------------- | --------- | ------------------------------------------------------------------------------------------- |
| Les données manquantes sont à compléter. |                      |                             |           |                                                                                             |
|                                          | 1901                 | Édouard Bianchi (1850-1921) |           | Propriétaire foncier                                                                        |
| 1901                                     | 1914                 | Jean Voisine                |           | Géomètre                                                                                    |
| 1914                                     | mai 1935             | Jean-Louis Hodé             |           | Agriculteur                                                                                 |
| mai 1935                                 | 1945                 | Joseph Gray                 |           | Expert géomètre                                                                             |
| 1945                                     | octobre 1947         | Luc Bianchi                 |           | Chirurgien                                                                                  |
| octobre 1947                             | juillet 1956 (décès) | Robert Pasgrimaud           |           | Expert géomètre                                                                             |
| août 1956                                | mars 1971            | Joseph Perroteau            |           | Agriculteur Premier adjoint au maire (1953 → 1956) Officier du Mérite agricole (1974)       |
| mars 1971                                | mars 1983            | Louis Rousseau (1909-2008)  | SE        | Agriculteur Conseiller général d'Ancenis (1973 → 1979)                                      |
| mars 1983                                | juin 1995            | Madeleine Cartier           | SE        | Journaliste, maire honoraire Adjointe au maire (1977 → 1983) Chevalier du Mérite agricole   |
| juin 1995                                | mars 2008            | Marie-Françoise Jaafar      | DVD       | Puéricultrice                                                                               |
| mars 2008                                | décembre 2015        | Gérard Barrier              | DVD       | Chef d'entreprise, chargé d'affaires en industrie Vice-président de la CC du Pays d'Ancenis |

### Liste des maires délégués
| Période      | Période  | Identité        | Étiquette | Qualité                                                                                     |
| ------------ | -------- | --------------- | --------- | ------------------------------------------------------------------------------------------- |
| janvier 2016 | mai 2020 | Gérard Barrier  | DVD       | Chef d'entreprise, chargé d'affaires en industrie Vice-président de la CC du Pays d'Ancenis |
| mai 2020     | En cours | Michelle Rigaud | SE        | Assistante commerciale                                                                      |

## Démographie

### Évolution démographique
La commune est démembrée partiellement en 1950 pour la création de La Roche-Blanche, le recensement de 1946 tient compte de ce découpage ultérieur.
L'évolution du nombre d'habitants est connue à travers les recensements de la population effectués dans la commune depuis 1793. À partir du 1er janvier 2009, les populations légales des communes sont publiées annuellement dans le cadre d'un recensement qui repose désormais sur une collecte d'information annuelle, concernant successivement tous les territoires communaux au cours d'une période de cinq ans. 
Pour les communes de moins de 10 000 habitants, une enquête de recensement portant sur toute la population est réalisée tous les cinq ans, les populations légales des années intermédiaires étant quant à elles estimées par interpolation ou extrapolation. Pour la commune, le premier recensement exhaustif entrant dans le cadre du nouveau dispositif a été réalisé en 2004,.
En 2013, la commune comptait 2 472 habitants, en évolution de +9,28 % par rapport à 2008 (Loire-Atlantique : +6,34 %, France hors Mayotte : +2,49 %).
| 1793  | 1800  | 1806  | 1821  | 1831  | 1836  | 1841  | 1846  | 1851  |
| ----- | ----- | ----- | ----- | ----- | ----- | ----- | ----- | ----- |
| 2 025 | 2 068 | 2 431 | 2 739 | 2 500 | 2 620 | 2 480 | 2 528 | 2 526 |

| 1856  | 1861  | 1866  | 1872  | 1876  | 1881  | 1886  | 1891  | 1896  |
| ----- | ----- | ----- | ----- | ----- | ----- | ----- | ----- | ----- |
| 2 591 | 2 648 | 2 757 | 2 780 | 2 864 | 2 926 | 2 861 | 2 954 | 2 692 |

| 1901  | 1906  | 1911  | 1921  | 1926  | 1931  | 1936  | 1946  | 1954  |
| ----- | ----- | ----- | ----- | ----- | ----- | ----- | ----- | ----- |
| 2 575 | 2 540 | 2 515 | 2 214 | 2 039 | 1 982 | 2 018 | 1 353 | 1 384 |

| 1962  | 1968  | 1975  | 1982  | 1990  | 1999  | 2004  | 2009  | 2013  |
| ----- | ----- | ----- | ----- | ----- | ----- | ----- | ----- | ----- |
| 1 365 | 1 444 | 1 613 | 1 845 | 1 921 | 1 842 | 1 929 | 2 363 | 2 472 |

### Pyramide des âges
Les données suivantes concernent l'année 2013 (la plus récente pour laquelle l'Insee a pu analyser les données) ; Saint-Herblon est alors une commune à part entière. Sa population est alors relativement jeune. Le taux de personnes d'un âge supérieur à 60 ans (19,5 %) est en effet inférieur au taux national (22,6 %) et au taux départemental (22,5 %),,.
Contrairement aux répartitions nationale et départementale, la population masculine de la commune est supérieure à la population féminine (51 % contre 48,4 % au niveau national et 48,7 % au niveau départemental),,.
| Hommes | Classe d’âge | Femmes |
| ------ | ------------ | ------ |
| 0,2    | 90 ans ou +  | 0,5    |
| 5,3    | 75 à 89 ans  | 5,6    |
| 13,2   | 60 à 74 ans  | 14,4   |
| 17,9   | 45 à 59 ans  | 17,5   |
| 24,6   | 30 à 44 ans  | 23,9   |
| 13,9   | 15 à 29 ans  | 12,2   |
| 25,0   | 0 à 14 ans   | 25,9   |

| Hommes | Classe d’âge | Femmes |
| ------ | ------------ | ------ |
| 0,4    | 90 ans ou +  | 1,3    |
| 5,8    | 75 à 89 ans  | 9,1    |
| 13,5   | 60 à 74 ans  | 14,6   |
| 19,6   | 45 à 59 ans  | 19,2   |
| 20,8   | 30 à 44 ans  | 19,6   |
| 19,4   | 15 à 29 ans  | 17,7   |
| 20,5   | 0 à 14 ans   | 18,5   |

## Lieux et monuments

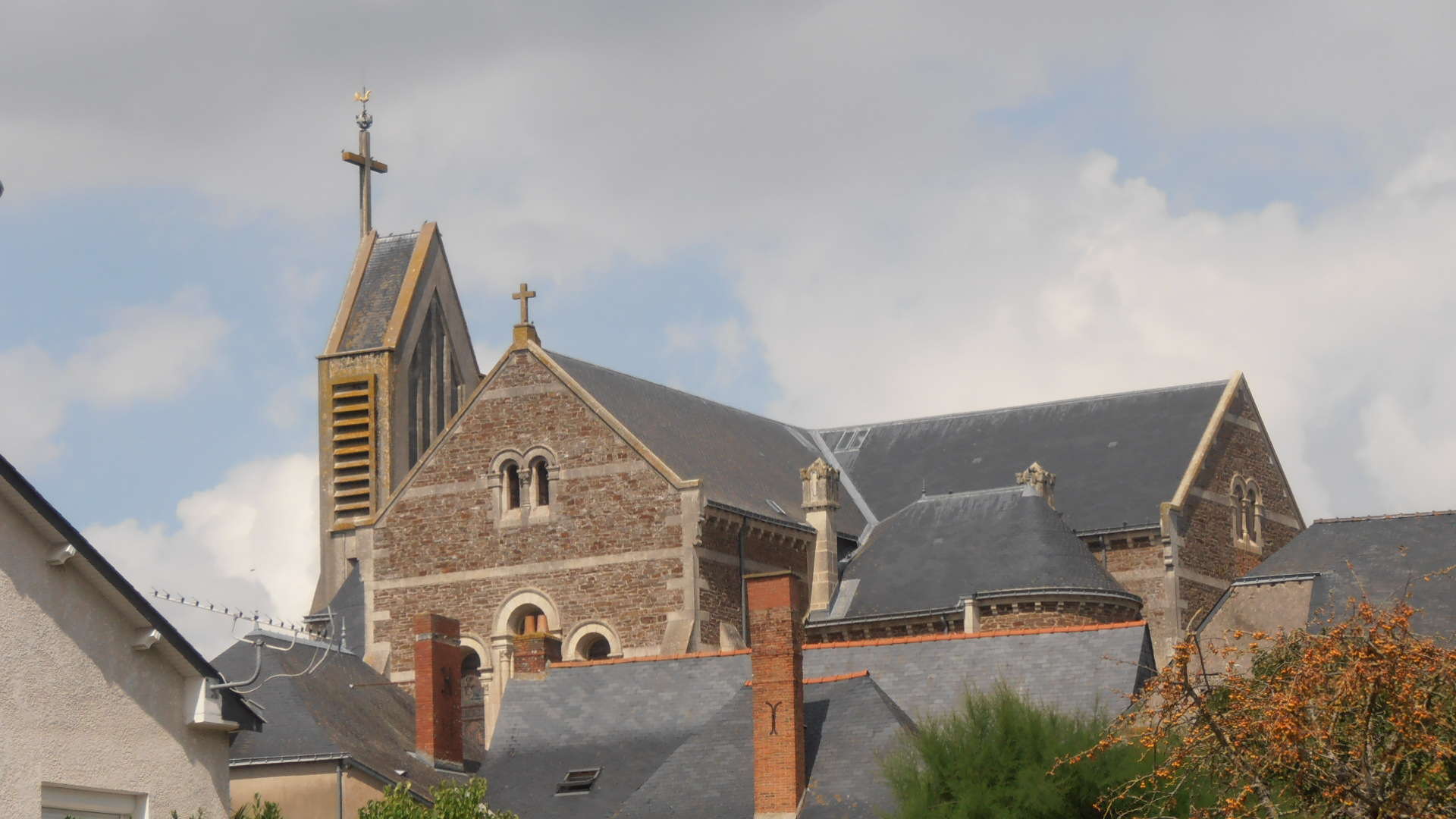
L'église vue depuis la mairie

- Le château du Prieuré, monument monastique très ancien, avec 200 hectares de terres, remanié au XVIIIe siècle ; confisqué comme bien national, l'État le vendit à monsieur Dubois « de la Patelière ». Il fut remanié au XIXe siècle et devint un château par les descendants, les Pichery, famille de juges et de pharmacien à Varades (de la même famille que les conserveries Gustave Pichery et que le sénateur Pichery). Puis il revint au descendant des Pichery, les Écomard de Sainte-Pazanne, qui reçurent le château avec 50 hectares de terres. Les enfants de Marie Joseph Écomard le vendirent dans les années 1960.
- Château de Juigné
- L'église Saint-Hermeland.
- Four à chaux du Bernardeau

### Mégalithes

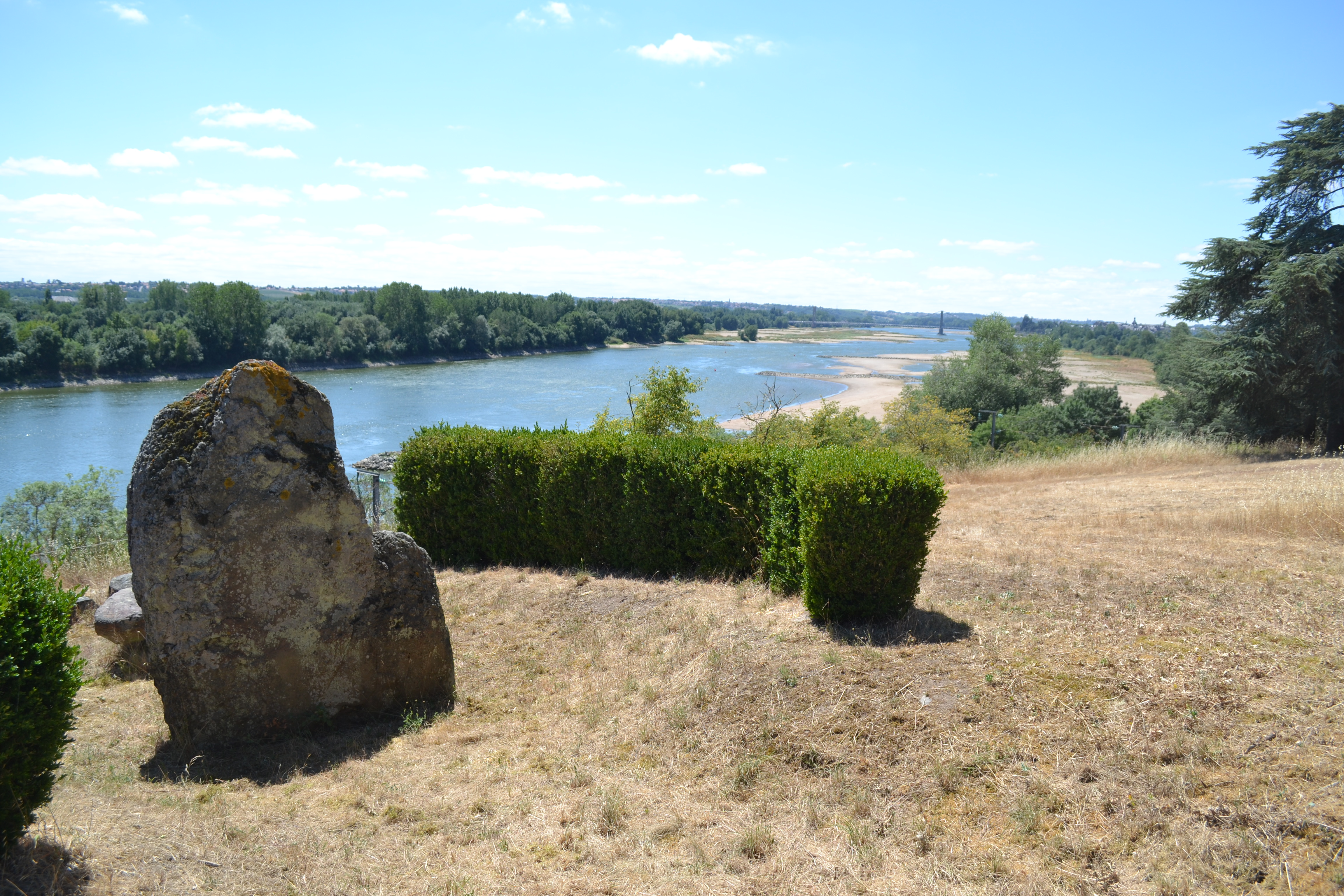
Le menhir de Juigné dominant la Loire

La commune comporte encore plusieurs sites mégalithiques situés autour du marais de Grée et en bordure de Loire :
- Bornes Blanches.
- Menhir de Juigné.
- Menhir du Bernardeau.
- Pierres de la Cour de l'Île.

## Économie
Une usine de produits vétérinaires fondée en 1966 est présente sur le territoire de la commune, et appartient depuis 2019 à l'entreprise néerlandaise Dopharma.